# Brahmachari (1968)
Brahmachari (Hindi: ब्रह्मचारी, Brahmacārī; Tagline: Mr. Brahmachari And Family Have Come To Town!) ist ein preisgekrönter und erfolgreicher Hindi-Film von Bhappi Sonie aus dem Jahr 1968.

## Handlung
Brahmachari, ein sympathischer Mann, liebt Kinder über alles und hat einige Waisenkinder bei sich aufgenommen. Auch wenn das Geld eigentlich nicht reicht, schlägt er sich als Fotoreporter durchs Leben. Als sein Chef dramatischere Fotos verlangt, macht sich Brahmachari sofort auf den Weg und nutzt die Gelegenheit, als sich eine Frau ins Meer stürzen will.
Anschließend nimmt er die Frau mit nach Hause. Sie heißt Sheetal Chaudhary, und sie erzählt ihm von ihrem Unglück: Ihr Verlobter Ravi Khanna hat sie verlassen und vergnügt sich lieber mit der hübschen Roopa Sharma. Ohne zu zögern, beschließen Brahmachari und die Kinder, Sheetal zu helfen. Sie machen aus ihr eine verführerische Frau, die sich dann an Ravi rächen kann.
Doch bald wird Brahmachari in die Enge getrieben, als die Bank droht, das Haus zu pfänden, weil er die Hypothek nicht abbezahlen kann.
Bei Sheetal läuft alles nach Plan. Bald hat sie Ravi um den Finger gewickelt, sodass er bereit ist, sie zu heiraten. Sheetal hingegen lässt ihn eiskalt abblitzen und zeigt ihre wahre Identität.
Dies kann Ravi nicht auf sich sitzen lassen, und er lässt seine Kontakte spielen. Sheetals Mutter zwingt sie zu dieser Hochzeit, und Ravi sorgt dafür, dass er Brahmachari und die Kinder auf die Straße setzt, wenn er sich in seine Beziehung zu Sheetal einmischt. Obwohl Brahmachari in Sheetal verliebt ist, gehorcht er.
Einige Zeit später setzt Roopa ihr neugeborenes Kind vor Brahmacharis Haus. Bevor sie jedoch wegläuft, stellt es sich heraus, dass es auch Ravis Kind ist. Nach einigen Turbulenzen kommen Brahmachari und Sheetal doch noch zusammen.

## Musik
| Lied                        | Sänger                         |
| --------------------------- | ------------------------------ |
| Aaj Kal Tere Mere Pyar Ke   | Mohammad Rafi, Suman Kalyanpur |
| Main Gaoon Tum So Jao       | Mohammad Rafi                  |
| Dil Ke Jharokhe Mein        | Mohammad Rafi                  |
| Chakke Mein Chakka          | Mohammad Rafi                  |
| Mohabbat Ke Khuda           | Mohammad Rafi                  |
| Tarfi Kya Karoon            | Mohammad Rafi                  |
| Main Gaoon Tum So Jao - Sad | Mohammad Rafi                  |

## Auszeichnungen
Filmfare Award 1969
- Filmfare Award/Bester Film an G. P. Sippy
- Filmfare Award/Bester Hauptdarsteller an Shammi Kapoor
- Filmfare Award/Beste Story an Sachin Bhowmick
- Filmfare Award/Beste Musik an Shankar-Jaikishan
- Filmfare Award/Bester Liedtext an Shailendra für das Lied Mein Gaon Tum
- Filmfare Award/Bester Playbacksänger an Mohammad Rafi für das Lied Dilke Jharoke Mein

Nominierungen
- Filmfare Award/Beste Regie an Bhappi Sonie
- Filmfare Award/Bester Liedtext an Hasrat Jaipuri für das Lied Dilke Jharoke Mein
- Filmfare Award/Bester Playbacksänger an Mohammad Rafi für das Lied Mein Gaon Tum

Bengal Film Journalists’ Association Awards
- BFJA Award/Beste Nebendarstellerin – Hindi an Mumtaz
- BFJA Award/Beste Musik an Shankar-Jaikishan
- BFJA Award/Bester Schnitt an M. S. Shinde